# Yeading Brook
Der Yeading Brook ist ein Wasserlauf in Greater London, England. Er entsteht im Wassergraben des Herrenhauses Headstone Manor in Headstone im London Borough of Harrow. Er fließt zunächst in südwestlicher Richtung durch North Harrow und Ruislip. Er fließt im Norden und Westen des Flugplatzes RAF Northolt und unterquert dann die A40. Danach wendet sich der Fluss in eine südliche Richtung. In ihn mündet auch ein ebenfalls als Yeading Brook bezeichneter Zufluss, der als The Roxbourne entsteht.
Der Yeading Brook fließt durch die Landschaftsschutzgebiete Gutterige Wood and Meadows und Ten Acre Wood. Im Landschaftsschutzgebiet der Yeading Brook Meadows Nature Reserve bildet der Yeading Brook die Grenze zwischen dem London Borough of Hillingdon und dem London Borough of Ealing. 
Der Yeading Brook mündet in Hayes in den River Crane.